# Даза
Даза (итал. Dasà) је насеље у Италији у округу Вибо Валенција, региону Калабрија.
Према процени из 2011. у насељу је живело 1272 становника. Насеље се налази на надморској висини од 253 м.

## Становништво
| 1951. | 1961. | 1971. | 1981. | 1991. | 2001. | 2011. |
| ----- | ----- | ----- | ----- | ----- | ----- | ----- |
| 2.528 | 2.453 | 1.912 | 1.603 | 1.496 | 1.308 | 1.272 |